# Kent
Kent ist eine traditionelle Grafschaft im Südosten Englands. Sie grenzt an East Sussex, Surrey und Greater London sowie über die Themsemündung hinweg an die Grafschaft Essex. Kent ist durch den Eurotunnel mit Frankreich verbunden. Die Hauptstadt der Grafschaft ist Maidstone.
Bei klarem Wetter ist es möglich, von den Kreidefelsen von Dover bis nach Frankreich zu sehen. Aufgrund seiner Vielzahl von Obstgärten und Hopfenfeldern wird Kent auch „Garten Englands“ genannt. Diese Bezeichnung wird mittlerweile aber auch von anderen Grafschaften Englands beansprucht.
Im Nordwesten findet man Industriegebiete mit Fabriken für Zement, Papier und Flugzeuge. Im Süden und Osten sind Landwirtschaft und Tourismus die Haupteinnahmequellen.
Die Lage Kents zwischen London und dem europäischen Kontinent führte dazu, dass es im Zweiten Weltkrieg bei der Luftschlacht um England besonders betroffen war. Die Ostküste Kents wurde damals auch als „Hell Fire Corner“ (Höllenfeuerecke) bezeichnet.
Die Häfen der Grafschaft stellten über 800 Jahre lang Kriegsschiffe zur Verfügung. Die Cinque Ports waren im 12.–14. Jahrhundert ebenso wie der Hafen von Chatham im 16.–20. Jahrhundert von besonderer Bedeutung für die Sicherheit des Landes.

## Geschichte

Das Wappen des Kent County Council mit dem White Horse of Kent (Sachsenross) im Schild

Archäologische Funde in den Steinbrüchen von Swanscombe belegen, dass sich bereits in der Altsteinzeit Vorfahren des modernen Menschen in Kent aufhielten. Die sogenannten „Medway-Megalithen“ wurden in der Jungsteinzeit errichtet. Weitere wichtige Funde sind der Ringlemere Gold Cup und die römischen Villen im Flusstal des Darent.
Der Name Kent stammt vielleicht vom brythonischen Wort cantus, was „Kante“ oder „Grenze“ bedeutet, womit der östliche Teil an der Küste gemeint sein dürfte. Julius Caesar nannte 51 v. Chr. die Gegend Cantium oder „Land der Cantiaci“.
In der Eisenzeit hatte sich der Stamm der Regni oder Regnenses im westlichen Teil niedergelassen. Im 5. Jahrhundert n. Chr. entstand im östlichen Teil das Königreich Kent der Jüten.
Im Jahre 597 berief Papst Gregor I. Augustinus von Canterbury zum ersten Erzbischof von Canterbury im heutigen Kent. Im Jahr zuvor hatte Augustinus König Æthelberht zum Christentum bekehren können. Die Diözese von Canterbury wurde Englands erster Bischofssitz und ist bis heute das christliche Zentrum des Vereinigten Königreichs und der anglikanischen Kirche.
Im 11. Jahrhundert gaben sich die Einwohner Kents das Motto „Invicta“ („unbesiegt“), was aber durch die folgende Invasion Englands im Jahre 1066 durch Wilhelm den Eroberer widerlegt wurde. Die Einwohner leisteten längere Zeit Widerstand, was dazu führte, dass Kent 1067 eine halbautonome Pfalzgrafschaft wurde. Wilhelms Halbbruder Odo von Bayeux wurde zum Herrscher der Grafschaft bestimmt, sie wurde genauso behandelt wie die Grenzregionen zu Wales und Schottland.
Während des Mittelalters und der frühen Neuzeit spielte Kent eine Hauptrolle bei verschiedenen Aufständen, insbesondere beim Bauernaufstand von 1381, der von Wat Tyler angeführt wurde, Jack Cades Kentrevolte von 1450, sowie Thomas Wyatts Aufstand von 1553 gegen Königin Maria I. Die Royal Navy nutzte den Medway zum ersten Mal im Jahre 1547 und mietete bei Jyllingham Water ein Lagerhaus. Unter Elisabeth I. (1558–1603) wurde in Chatham eine kleine Werft gebaut. Bis 1618 wurden flussabwärts weitere Lagerhäuser, ein Leinpfad, ein Trockendock und Häuser für Verwaltungsbeamte errichtet.
Wegen der Spannungen zwischen Großbritannien, den Niederlanden und Frankreich im 17. Jahrhundert wurde Kent immer stärker militärisch aufgerüstet. Nach dem Überfall im Medway, einem niederländischen Angriff auf die Häfen im Medway, wurden entlang der Küste mehrere Forts gebaut. Das 18. Jahrhundert wurde dominiert durch die Kriege mit Frankreich. In dieser Zeit wurde der Medway der Hauptstützpunkt für die Flotte, die an der niederländischen und französischen Küste agierte. Als sich die Auseinandersetzungen immer mehr in den Atlantik verlagerten, übernahmen die Häfen von Portsmouth und Plymouth diese Aufgabe. Chatham wurde in dieser Zeit hauptsächlich als Werft für Reparaturen und Neubauten genutzt. In Friedenszeiten wurde die Belegschaft der Werft deutlich reduziert. Ein Hinweis auf die militärische Bedeutung der Grafschaft ist auch, dass die erste britische Generalstabskarte aus dem Jahre 1801 eine Karte von Kent war.
Mit Beginn des 19. Jahrhunderts war die Küste Kents bei Schmugglern beliebt. Banden wie die „Aldington Gang“ brachten Schnaps, Tabak und Salz nach England und transportierten im Gegenzug Waren über den Ärmelkanal nach Frankreich. Im Jahre 1899 wurde die County of London gegründet und die vormals zu Kent gehörenden Gemeinden Deptford, Greenwich, Woolwich, Lee, Eltham, Charlton, Kidbrooke und Lewisham dorthin eingegliedert. Dafür wurde Penge im Jahre 1900 in Kent eingegliedert.
Im Zweiten Weltkrieg wurde ein Großteil der Luftschlacht um England am Himmel über Kent ausgetragen. Zwischen Juni 1944 und März 1945 wurden etwa 10.000 fliegende Bomben des Typs V1 (genannt „Doodlebugs“) von Basen in Nordfrankreich auf London abgefeuert. Viele von ihnen wurden durch Flugzeuge, Flak und Sperrballons zerstört, dennoch trafen etwa 2500 dieser Bomben London und Kent.
Nach dem Krieg wurden die Grenzen Kents mehrfach verändert. 1965 wurden die Bezirke von Bromley und Bexley aus neun Gemeinden neu gebildet, die vorher zu Kent gehört hatten.

## Geografie

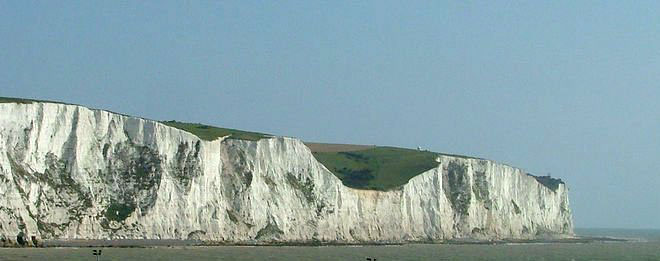
Die Kreidefelsen von Dover

Kent liegt im äußersten Südosten Englands. Es wird im Norden durch die Themse und die Nordsee und im Süden durch die Straße von Dover und den Ärmelkanal begrenzt. Frankreich befindet sich in Sichtweite, 33 Kilometer entfernt, auf der anderen Seite der Straße von Dover.
Eine der auffälligsten geografischen Eigenschaften sind die Täler und Hügelketten, die sich in Ost-West-Richtung durch die Landschaft ziehen. Dies sind geologische Überreste des Wealdsattels, der sich von Ostfrankreich bis Sussex erstreckt und durch die Erdverschiebungen vor 20 Millionen Jahren entstanden ist. Dieser Sattel besteht aus einer oberen Kreideschicht, die über verschiedenen Greensand-, Ton-, Lehm- und Buntsandsteinschichten liegt. Die Hügel und Täler entstanden, als die Erosion die Tonschichten eher verschwinden ließ als die übrigen Gesteinsschichten.
Sevenoaks, Maidstone, Ashford und Folkestone wurden auf Greensand gebaut, während Tunbridge Wells auf Buntsandstein errichtet wurde. Dartford, Gravesend, die Städte am Medway, Sittingbourne, Faversham, Canterbury, Deal und Dover stehen auf Kreideformationen.
Der östliche Bereich des Wealdsattels erodierte durch das Meer. Dort, wo die Hügelkette North Downs die Küste erreicht, entstanden die bekannten Kreidefelsen von Dover.
Der Weald ist eine mesozoische Struktur, die auf einem paläozoischen Sockel ruht. Dies ist die übliche geologische Vorbedingung für Kohlevorkommen. Diese findet man auch vereinzelt zwischen Deal, Canterbury und Dover in Tiefen von 240 bis 400 Metern. Der Abbau würde aber durch den hohen Grundwasserspiegel erheblich erschwert. Es sind zwei Kohlefelder vorhanden, wobei sich eines bis unter den Ärmelkanal zieht.
Seismische Aktivitäten wurden gelegentlich in Kent bemerkt, deren Epizentren aber vor der Küste lagen. In den Jahren 1382 und 1580 gab es zwei Erdbeben mit der Stärke von 6,0 auf der Richterskala. In den Jahren 1776, 1950 und am 28. April 2007 kam es zu Erdbeben, die etwa die Stärke 4,3 hatten. Das Erdbeben im Jahre 2007 verursachte Schäden in Folkestone.

Geologische Faltung Kents

Die Küste von Kent verändert sich fortlaufend durch tektonischen Druck und Küstenerosion. Bis zum Jahr 960 war die Isle of Thanet eine Insel, die durch den Wantsum-Kanal vom Festland getrennt war. Durch Kreideablagerungen versandete der Kanal immer weiter. Ähnlich verlief es in der Romney Marsh und bei Dungeness, die ebenfalls durch Schlickablagerungen entstanden sind.
Der Medway ist der größte Fluss der Grafschaft. Er entspringt bei East Grinstead in Sussex und fließt östlich bis Maidstone. Dort wendet er sich nach Norden und durchquert die North Downs bei Rochester. Danach mündet er bei Sheerness in die Themse. Der Fluss ist etwa 112 Kilometer lang. Bis zur Schleuse bei Allington macht sich der Tidenhub im Fluss bemerkbar. In früheren Zeiten konnten Lastkähne sogar bis nach Tonbridge fahren. Der Fluss bildet die Grenze zwischen Westkent und Ostkent. Die Einwohner Ostkents werden „Männer/Mädchen aus Kent“ (Men/Maids of Kent) genannt, während die Einwohner Westkents „Kentische Männer/Mädchen“ (Kentish Men/Maids) genannt werden.

## Demografie
| Volkszählung 2001 | Kent      | Südost-England | England    |
| ----------------- | --------- | -------------- | ---------- |
| Gesamtbevölkerung | 1.579.206 | 8.000.645      | 49.138.831 |
| Ausländer         | 5,8 %     | 8,1 %          | 9,2 %      |
| Weiße             | 96,5 %    | 95,1 %         | 90,9 %     |
| Asiaten           | 2,0 %     | 2,7 %          | 4,6 %      |
| Farbige           | 0,4 %     | 0,7 %          | 2,3 %      |
| Christen          | 74,6 %    | 72,8 %         | 72 %       |
| Muslime           | 0,6 %     | 1,4 %          | 3,1 %      |
| Sikh              | 0,7 %     | 0,5 %          | 0,7 %      |

Laut Volkszählung von 2001
hatte Kent, einschließlich Medway, 1.579.206 Einwohner und 648.308 Haushalte.
48,9 % dieser Haushalte waren Ehepaare, die zusammen lebten, 9 % lebten in eheähnlicher Gemeinschaft und 8,7 % waren unverheiratete Eltern.
28 % der Haushalte waren Einzelpersonen, 14,6 % waren alleinlebende Rentner und 30,4 % enthielten Kinder unter 16 Jahren oder Jugendliche zwischen 16 und 18 Jahren.
Auf 100 Frauen kamen 93,9 Männer.
Die Geburtsorte der Bevölkerung lagen zu 94,2 % in Großbritannien, 0,7 % in Irland, 0,5 % in Deutschland, 0,9 % im übrigen Westeuropa, 0,3 % in Osteuropa, 0,8 % in Afrika, 0,6 % im Mittleren und Fernen Osten, 0,9 % in Südasien 0,2 % im Nahen Osten, 0,4 % in Nordamerika, 0,1 % in Südamerika und 0,3 % in Ozeanien.
Es wurden 74,6 % Christen gezählt, 0,7 % Sikhs, 0,6 % Moslems, 0,4 % Hindus, 0,2 % Buddhisten und 0,1 % Juden. 15,2 % gaben an, keine Religion zu haben, 0,3 % hatten eine alternative Religion, und 7,8 % wollten ihre Religion nicht angeben.

## Politik

### Regierung
Der Grafschaftsrat (Kent County Council) und seine 12 Bezirksräte (District councils) verwalten den Großteil der Grafschaft (3.352 km²), während die Unitary Authority von Medway die dicht besiedelten Gebiete verwaltet (192 km²). Der Grafschaftsrat tagt in Maidstone, während die Abgeordneten aus Medway in Strood und Gillingham tagen. Auf örtlicher Ebene finden sich etwa 300 Stadt- und Gemeinderäte.
Die Conservative Party war die über Jahrzehnte, von 1997 bis 2025, dominierende Partei im Grafschaftsrat. Bei der Kommunalwahl am 1. Mai 2025 gewann Reform UK mit 57 von 81 Sitzen eine Zweidrittelmehrheit. Die Konservativen fielen auf 5 Sitze zurück. Die Liberal Democrats gewannen 12 Sitze, die Green Party of England and Wales 5 Sitze und die Labour Party 2 Sitze. Zudem gewann 2025 Reform UK die Mehrheit in zehn der zwölf Bezirksräte. Damit erzielte Reform UK in Kent das beste Ergebnis aller Grafschaften, in denen am 1. Mai 2025 gewählt wurde.
Im Londoner Unterhaus wird Kent von 18 Parlamentariern vertreten. Seit der Parlamentswahl am 4. Juli 2024 sind es elf Abgeordnete der Labour Party, sechs der Konservativen Partei und einer der Liberal Democrats.
Kent gehörte zum Europawahlkreis Südostengland, der zehn Mitglieder ins Europaparlament schickte.

## Wirtschaft
Nach der Volkszählung von 2001 gab es in Kent, inklusive Medway, 41,1 % Vollzeitbeschäftigte, 12,4 % Teilzeitbeschäftigte, 9,1 % Selbständige, 2,9 % Arbeitslose, 2,3 % beschäftigte Studenten, 3,7 % Studenten ohne Arbeit, 12,3 % Rentner, 7,3 % Hausfrauen/-männer, 4,3 % Dauerkranke oder Behinderte und 2,7 % Nichtbeschäftigte aus anderen Gründen.
In der Altersgruppe 16–74 Jahre hatten 16 % die Hochschulreife, verglichen mit 20 % im Landesdurchschnitt.

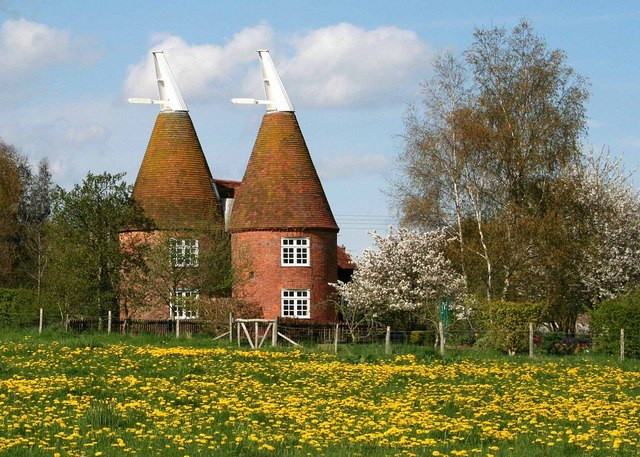
Umgebautes Malzhaus bei Frittenden

Die durchschnittliche Arbeitszeit betrug 43,1 Stunden bei Männern und 30,9 Stunden bei Frauen.
Die Arbeitnehmer waren in folgenden Branchen beschäftigt:
17,3 % im Einzelhandel, 12,4 % in der verarbeitenden Industrie, 11,8 % in der Immobilienbranche, 10,3 % im Gesundheitswesen, 8,9 % im Baugewerbe, 8,2 % in Transport und Logistik, 7,9 % im Bildungswesen, 6,0 % in der öffentlichen Verwaltung und Verteidigung, 5,6 % im Finanzwesen, 4,8 % öffentliche Dienstleistungen, 4,1 % in Hotels und Restaurants 1,6 % in der Landwirtschaft, 0,8 % in der Energie- und Wasserversorgung, 0,2 % als Bergarbeiter und 0,1 % in privaten Haushalten. Überdurchschnittlich hoch sind die Beschäftigungsraten im Baugewerbe und bei Transport und Logistik, unterdurchschnittlich dagegen in der verarbeitenden Industrie.
Kent wird oft als „Garten von England“ bezeichnet, weil es viele Obstplantagen und Hopfengärten besitzt. In der Landschaft sieht man noch viele Malzhäuser, die heutzutage aber meist in Wohnhäuser umgebaut worden sind. Je näher man nach London kommt, desto mehr Gartenbaubetriebe findet man.
In den letzten Jahren verschwanden immer mehr landwirtschaftliche Betriebe in der Grafschaft, während Industrie und Dienstleistungen zunahmen.
Nordkent ist das Industriezentrum der Grafschaft. In Northfleet und Cuxton wird Zement produziert, Ziegel in Sittingbourne, Schiffbau findet am Medway und in Swale statt, Maschinenbau und Flugzeugbau in Rochester. Chemieindustrie findet sich in Dartford, Papierherstellung in Swanley und die Ölraffinerien befinden sich bei Grain. Ferner gibt es ein Stahlwerk zur Wiederaufbereitung von Metallschrott in Sheerness und ein Walzwerk in Queenborough.
Es gibt zwei Kernkraftwerke in Dungeness, von denen eines 2006 abgeschaltet wurde.
Schon im 19. und 20. Jahrhundert waren die Zementindustrie, die Papierherstellung und der Bergbau wichtige Industrien für die Grafschaft. Die Zementherstellung rückte im 19. Jahrhundert in den Vordergrund, als große Siedlungen gebaut wurden. Vorteilhaft war, dass die Kalkstein- und Kreidevorkommen in unmittelbarer Nähe in den gruben zwischen Stone und Gravesend abgebaut werden konnten.
Kents Papierfabriken standen ursprünglich am Darent, einem Nebenfluss des Medway, und am Stour. Im 18. Jahrhundert wurden zwei weitere Papierfabriken am Len und am Loose bei Tovil gebaut. Im späten 19. Jahrhundert kamen riesige neue Fabriken in Dartford und Northfleet an der Themse und in Kemsley am Swale dazu. Da in vorindustrieller Zeit praktisch in jedem Ort eine eigene Papiermühle stand, gab es zeitweise über 400 Papiermühlen. 28 dieser alten Papiermühlen sind in der Grafschaft noch erhalten, zuzüglich zweier Nachbauten.
Ab etwa 1900 gab es auch einige Kohlezechen in Ostkent. Die Standorte waren Chislet, Tilmanstone, Betteshanger und die Zeche Snowdown, die von 1908 bis 1986 betrieben wurde.
Der Westen der Grafschaft gilt als wohlhabender als der Osten. Dies hängt mit der Nähe zu London zusammen, weil viele Pendler sich dort niedergelassen haben. Die östlichen Städte hoffen auf die Bahnverbindung High Speed 1.

## Kunst
Viele Schriftsteller und Künstler haben sich von Kent inspirieren lassen. Canterburys Stellung als religiöses Zentrum führte zu Geoffrey Chaucers Canterbury Tales, einem Meilenstein der englischen Literatur.
Der Vater des Schriftstellers Charles Dickens arbeitete auf den Docks von Chatham. Deshalb findet man in vielen Romanen von Dickens Eindrücke aus Chatham und Umgebung wieder.
Aus Cliftonville stammte der Film- und Bühnenschauspieler Trevor Howard (1913–1988).
Der Maler William Turner verbrachte Teile seiner Kindheit in Margate und kam auch später oft dorthin zurück. Die Küste Ostkents inspirierte viele seiner Werke einschließlich einige seiner Seelandschaften.
Der Maler Christopher Winter wurde 1968 in Kent geboren und verbrachte dort seine Kindheit.
Zentrale Teile der Handlung des Romans Stolz und Vorurteil der Regency-Schriftstellerin Jane Austen spielen im in Kent gelegenen fiktiven Herrenhaus der Familie de Bourgh.
In den 1930er-Jahren arbeitete der Schriftsteller und spätere Nobelpreisträger William Golding als Lehrer in Maidstone am Gymnasium, wo er auch seine spätere Frau Ann Brookfield kennenlernte.
Die Musiker Mick Jagger, Keith Richards und Dick Taylor sind in Dartford im Nordwesten von Kent aufgewachsen und legten hier den Grundstein ihrer Musikkarriere sowie der späteren Rockband The Rolling Stones. Auch der Sänger Phil May stammt aus Dartford.
Aus Bexleyheath stammt die Musikerin Kate Bush, aus Beckenham der Musiker und Poet David Sylvian.
Die Popmusikproduzenten Xenomania arbeiten in einem umgebauten Pfarrhaus in Kent an ihren Produktionen.

## Verkehr

### Straßen

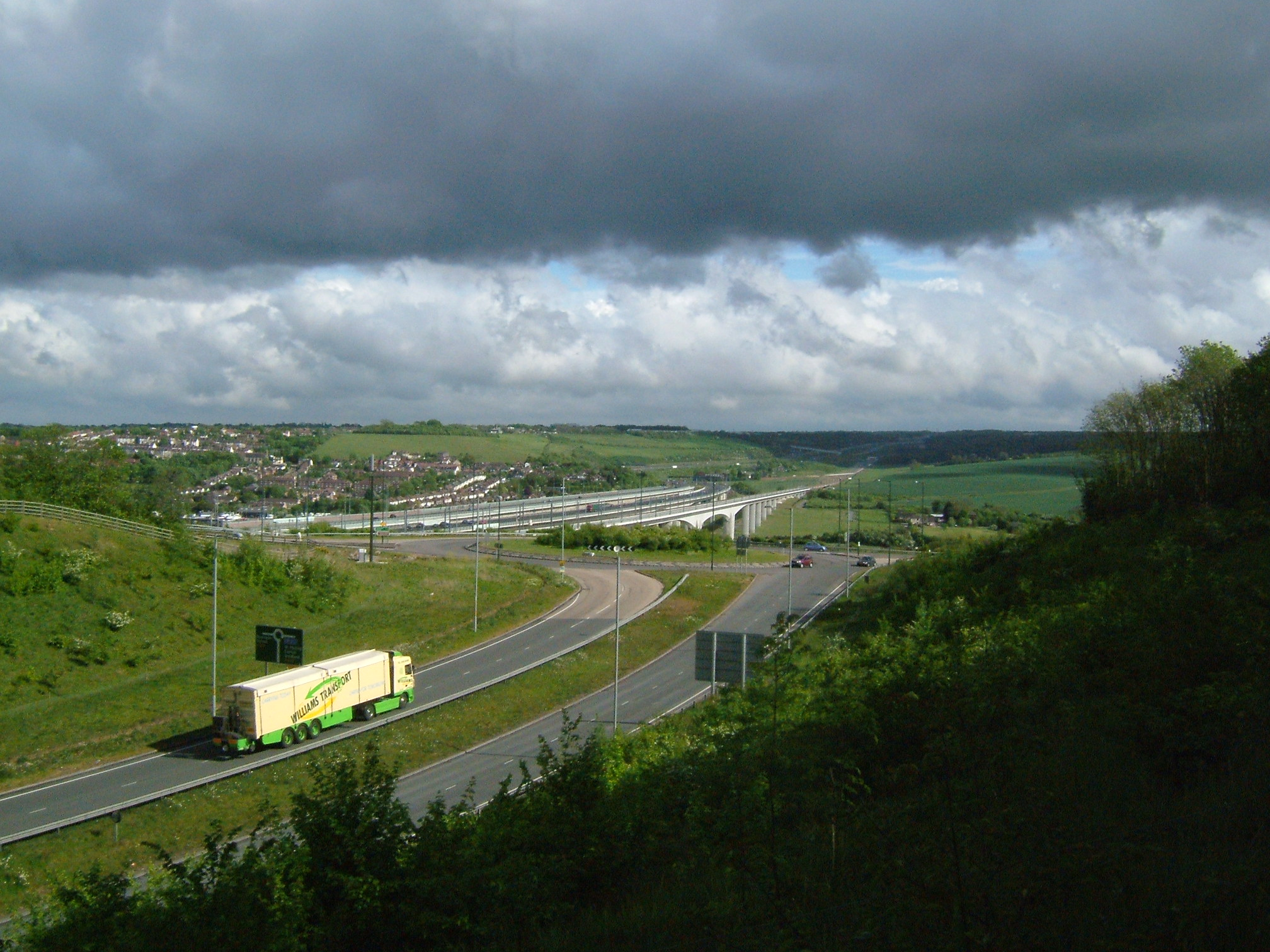
Die M2 und High Speed 1 überqueren das Medway Valley (südlich von Rochester).

Nach der römischen Invasion Englands entstand ein Straßennetz, das London mit den Kanalhäfen Dover, Lympne und Richborough verband. Die Straße von London nach Dover hieß Watling Street. Dieser Straße folgt heute in etwa die A2, B2068, A257 und die A28. Die A2 führt von Dartford (A207) über Gravesend, Rochester, Canterbury nach Dover; die A20 durch Eltham, Wrotham, Maidstone, Charing, Ashford. Hythe, Folkestone und Dover; die A21 um Sevenoaks herum, Tonbridge, Tunbridge Wells und weiter nach Hastings in East Sussex. In den 1960er-Jahren wurden zwei Autobahnen gebaut, die M2 vom Medway nach Faversham und die M20 von Swanley nach Folkestone. Teile der M25 führen durch Kent, von Westerham zum „Kent and Essex Tunnel“ bei Dartford. Der Dartfordtunnel schließt an die „Queen Elizabeth II Brücke“ an, mit vier Fahrspuren je Richtung. Die 1980 gebaute M26 bildet eine kurze Verbindung zwischen der M25 bei Sevenoaks und der M20 bei Wrotham.

### Wasserstraßen
Die mittelalterlichen Cinque Ports sind bis auf Dover alle versandet. In der Mündung des Medway gab es 500 Jahre lang wichtige Marinebasen und Häfen. Der Fluss selber ist bis Tonbridge schiffbar. Es gab zwei Kanäle in Kent, den noch bestehenden Royal Military Canal zwischen Hythe und Rye und der Thames and Medway Canal zwischen Strood und Gravesend. Dieser wurde 1824 gebaut, aber im Jahre 1846 von der Eisenbahn gekauft und teilweise aufgefüllt.
Containerhäfen sind Ramsgate und Thamesport.

### Eisenbahn

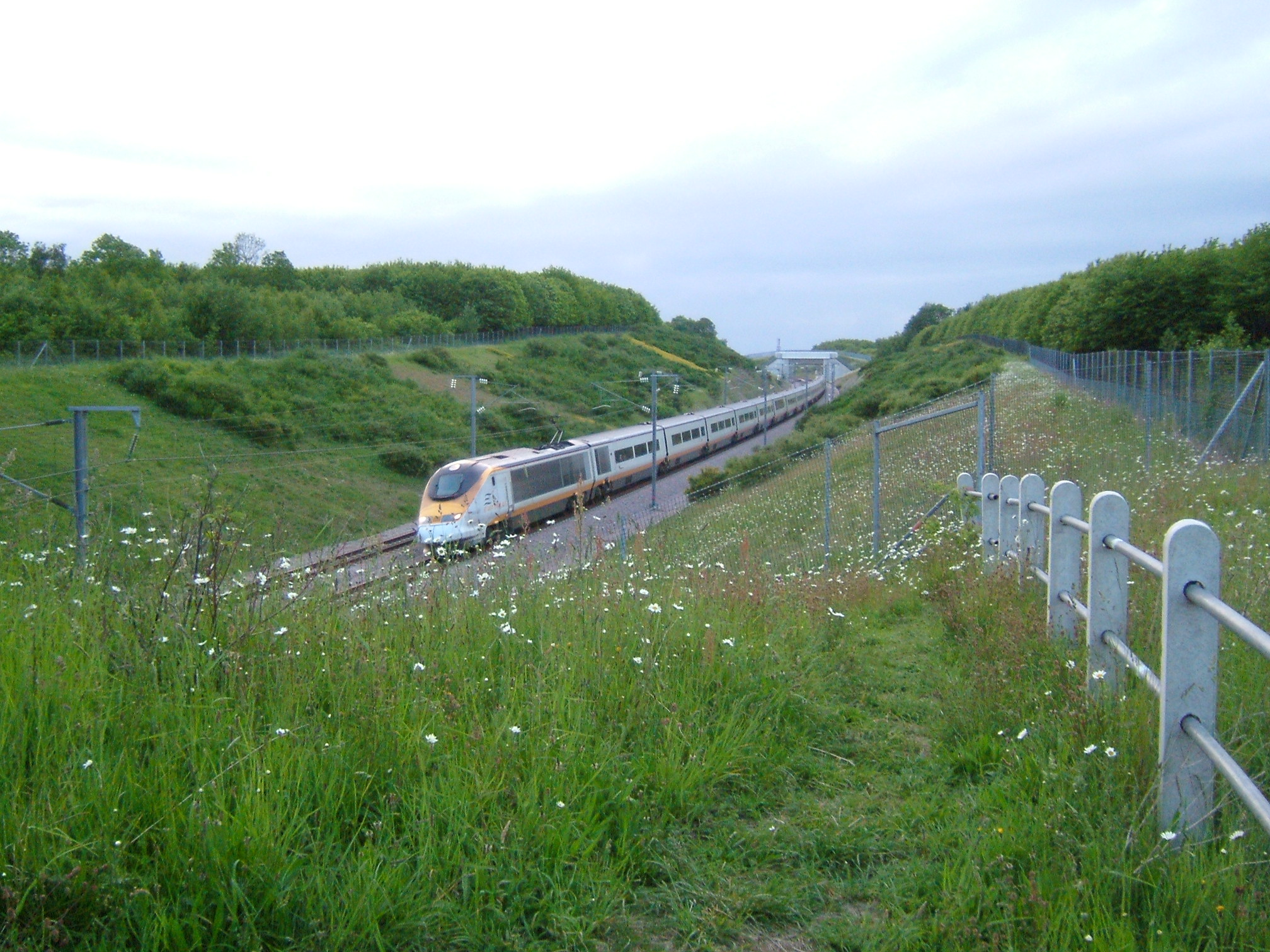
Ein Eurostarzug bei km 48 auf der „High Speed 1“ bei Strood

Die erste Eisenbahn, die Personen beförderte, war die Canterbury and Whitstable Railway, die 1830 ihren Betrieb aufnahm. Sie fusionierte später mit der London and Greenwich Railway zur South Eastern Railway (SER). In den 1850er-Jahren hatte die SER ihr Schienennetz nach Ashford, Ramsgate, Canterbury, Tunbridge Wells und die Städte am Medway ausgeweitet. Die SER fuhr in London die Bahnhöfe London Bridge Station, Charing Cross Station und Cannon Street Station an.
Es gab eine weitere Eisenbahngesellschaft in Kent, die London, Chatham and Dover Railway (LCDR). Sie hieß ursprünglich bis 1858 East Kent Railway und verband die Küstenorte im Nordosten Kents mit den Londoner Bahnhöfen Victoria Station und Blackfriars Station. Beide Gesellschaften fusionierten 1899 zur South Eastern and Chatham Railway (SECR).
Am 1. Januar 1923 wurden mehrere Eisenbahngesellschaften durch den Railways Act 1921 zusammengelegt, und die SECR fusionierte mit der London, Brighton and South Coast Railway (LBSCR) und der London and South Western Railway (LSWR) zur Southern Railway. 1948 wurden die Eisenbahngesellschaften verstaatlicht und hießen fortan British Rail. 1996 wurden die Eisenbahn wieder privatisiert. Die Linien in Kent werden seitdem von der Connex South Eastern betrieben. Wegen finanzieller Engpässe wurde die Connex durch die Southeastern ersetzt.
Der Eurotunnel wurde im Jahre 1994 erbaut und die Hochgeschwindigkeitsstrecke High Speed 1 im November 2007, die nach St Pancras Station in London führt. Ein neuer Bahnhof, Bahnhof Ebbsfleet International, wurde zwischen Dartford und Gravesend eröffnet und bedient den Norden der Grafschaft. Die Hochgeschwindigkeitsstrecken sollen eine schnellere Verbindung zu den Küstenstädten Ramsgate und Folkestone gewährleisten. Der Bahnhof in Ashford hat allerdings durch die neue Strecke an Bedeutung verloren.
Zusätzlich zu den Hauptstrecken gibt es mehrere Schmalspurbahnen, Museumseisenbahnen und im Güterverkehr betriebene Strecken.
Es gibt drei Museumseisenbahnen, die Spa Valley Railway bei Tunbridge Wells auf den alten Gleisen des Tunbridge Wells West Abzweigs, die East Kent Railway auf einem alten Zechengelände in Ostkent und die Kent and East Sussex Railway auf dem Weald bei Tenterden. Zusätzlich gibt es die auf Touristen ausgerichtete Schmalspurbahn der Romney, Hythe and Dymchurch Railway an der Südostküste entlang der Halbinsel Dungeness.
Schließlich gibt es noch die ehemalige Werkseisenbahn der Sittingbourne & Kemsley Light Railway.

### Luftverkehr
Einige Charterflüge werden über den Kent International Airport bei Manston nahe Ramsgate und Canterbury abgewickelt und den Flughafen Lydd bei Lydd. Die meisten Passagiere nutzen allerdings hauptsächlich die größeren Londoner Flughäfen Heathrow, Gatwick, Stansted und Luton.
Im Jahr 2002 war geplant, bei Cliffe at Hoo im Marschland einen Flughafen mit vier Landebahnen zu bauen. Dieser Plan wurde aber nach Protesten von Umweltgruppen wieder verworfen.

## Bildung
Kent hat drei Universitäten: die Canterbury Christ Church University mit mehreren Standorten im Osten der Grafschaft, die University of Kent mit Standorten in Canterbury und Medway, und die University of Greenwich mit Standorten in Woolwich, Eltham und Medway.
Während sich fast ganz Großbritannien in den 1970er-Jahren ein neues Schulsystem gab, blieben Kent, die Medway Unitary Authority und etwa 15 weitere Verwaltungseinheiten beim alten System.
Das Bildungsministerium in Kent ist das größte aller Grafschaften in Großbritannien.

## Städte und Ortschaften in Kent
- Ashford, Aylesford, Allhallows-on-Sea
- Barham, Bearsted, Biddenden, Birchington-on-Sea, Birling, Bishopsbourne, Brasted, Brenchley, Bridge, Broadstairs
- Canterbury, Charing, Chatham, Chilham, Cliffe at Hoo, Cranbrook, Crockenhill, Crouch[38]
- Dartford, Deal, Denton, Detling, Dover, Dungeness, Dunton Green, Dymchurch
- Eastry, Edenbridge, Elham, Eynsford, Eythorne,
- Faversham, Folkestone, Frant
- Gillingham, Goudhurst, Gravesend, Greenhythe
- Hartley-Cranbrook, Hartley-Longfield, Hawkhurst, Headcorn, Herne, Herne Bay, Higham, High Halstow, Hollingbourne, Horsmonden, Hythe
- Ide Hill, Ightham, Ivy Hatch
- Kemsing, Kilndown, Kingsdown, Knockholt
- Lamberhurst, Langley, Leigh, Leysdown-on-Sea, Linton, Littlebourne, Lydd
- Maidstone, Manston, Marden, Margate, Marsh Green, Martin Mill, Meopham, Minster, Monkton
- Netltestead, Nettlestead Green, New Ash Green, New Romney, Northbourne, Northfleet
- Otford, Otterden
- Paddock Wood, Pembury, Penshurst, Petham, Plaxtol, Pluckey, Postling, Poundsbridge
- Queenborough
- Rainham, Ramsgate, Reculver, Richborough, Rochester, Rolvenden, Ryarsh
- Sandwich, Seal, Sevenoaks, Sevenoaks Weald, Sheerness, Shoreham, Sissinghurst, Sittingbourne, Southborough, Speldhurst, St. Michaels, Staplehurst, Stone, Sturry, Sundridge, Swanley
- Tenterden, Thurnham, Tonbridge, Trottiscliffe, Tunbridge Wells
- Upchurch, Upnor
- Walmer, West Malling, Westerham, Westgate-on-Sea, Whitstable, Westbrook, Wickhambreaux, Wrotham, Wye
- Yalding

## Sehenswürdigkeiten
- Batemans
- Bedgebury National Pinetum & Forest
- Belmont House and Gardens, Herrenhaus aus dem 18. Jahrhundert nahe Faversham
- Bodiam
- Botany Bay, Strand nahe Margate
- Canterbury Cathedral
- Chartwell
- Chatham Historic Dockyard, ein Ankerpunkt der Europäischen Route der Industriekultur – ERIH
- Chilham Castle
- Deal Castle
- Doddington Place Gardens, Herrenhaus aus dem 19. Jahrhundert nahe Faversham
- Dover Castle
- Eynsford Castle
- Finchcocks
- Folkestone Castle
- Folkestone White Horse
- Hever Castle
- Ightham Mote
- Isle of Sheppey
- Isle of Thanet
- Leeds Castle
- Martello-Turm
- The Pantiles in Royal Tunbridge Wells
- Pashley Manor Gardens
- Penshurst Castle
- Rochester Castle
- Rochester Cathedral
- Scotney Castle
- Sissinghurst Castle – die berühmten Gärten von Sissinghurst Castle, gestaltet von der Schriftstellerin Vita Sackville-West und ihrem Ehemann Sir Harold Nicolson[39]
- St. Martin’s Church, Canterbury
- St. Dunstan’s Church, Canterbury
- Turner Contemporary
- Upnor Castle
- Viking Bay, Strand zwischen Margate und Ramsgate
- Walmer Castle
- White Cliffs of Dover